# Mathieu Edward
Pour les articles homonymes, voir Edward.
Mathieu Edward, né Mathieu Edouard le 2 janvier 1987 à Cergy-Pontoise, est un batteur et  chanteur français. Il est finaliste de Star Academy 7.

## Biographie

### Jeunesse et débuts
Edouard naît le 2 janvier 1987 à Cergy-Pontoise,. Mélomane éclectique, il se consacre entièrement à la musique. Auteur-compositeur-interprète, il joue de la batterie et du piano.
Il découvre le chant dans le milieu du gospel où il fait sa première scène en tant que batteur, avant de créer en 2005, Eledgie, un groupe de Soul RnB.

### Carrière

#### En tant que chanteur
Après avoir atteint la finale de Star Academy 7, il sort son premier album, Entre toi et moi, en juillet 2008. Il a également enregistré un titre en duo avec Sheryfa Luna, Comme avant.
Son album Entre toi et moi a été certifié disque d'or avec 75 000 exemplaires vendus. Celui-ci lui a été remis lors du troisième prime de l'émission Star Academy le 3 octobre 2008. À cette occasion a été annoncée la sortie d'une réédition de l'album à venir.
En 2009, il participe à Fort Boyard.
En 2011, Mathieu fait son retour sur les écrans en intégrant le casting de l'émission Les Anges de la téléréalité 3 dans laquelle il a pour objectif de donner suite à son premier album. Il enregistre un nouveau single Hot, accompagné d'un clip, sortie le 7 novembre 2011.

#### En tant que batteur
Il est le batteur de M. Pokora et Clara Luciani lors de leur tournée ainsi que du pianiste Christophe Chassol depuis 2015. Il fait partie du groupe de jazz-funk Aldorande.
En 2024, 17 ans après son passage à Star Academy, il est le batteur du studio 217 pour les primes de la promotion 2024.

## Vie privée
Le basketball est sa deuxième passion. Ses années passées à l'E.C.O.P.B.B. (Entente Cergy Osny Pontoise Basket-Ball) lui valent le surnom de Lil' Ive, une référence à Allen Iverson. En 2008, il est fan de la série NBA 2K de 2K Games.
Il est en couple avec Vanina Pietri (candidate de la saison 9 de Star Academy). Ensemble, ils ont une fille nommée Imane en 2022.

## Discographie

### Album
| Année | Titre            | Classements | Classements | Classements | Ventes | Certification |
| Année | Titre            | FR          | FR TL       | BEL/Fr      | Ventes | Certification |
| ----- | ---------------- | ----------- | ----------- | ----------- | ------ | ------------- |
| 2008  | Entre toi et moi | 10          | 14          | 29          | 75 000 | Or            |

### Singles
| Titre                                | Année | Meilleure position | Meilleure position | Meilleure position | Album            |
| Titre                                | Année | BE-W               | FRA                | SUI                | Album            |
| ------------------------------------ | ----- | ------------------ | ------------------ | ------------------ | ---------------- |
| Comme Avant (featuring Sheryfa Luna) | 2008  | 6                  | 3                  | 67                 | Entre toi et moi |
| Entre toi et moi                     | 2008  | —                  | 7                  | —                  | Entre toi et moi |
| J'veux plus                          | 2009  | —                  | —                  | —                  | Entre toi et moi |
| Hot                                  | 2011  | —                  | —                  | —                  | —                |

## Nominations et récompenses

### NRJ Music Awards
| Année | Travail nommé                 | Catégorie                         | Résultat   |
| ----- | ----------------------------- | --------------------------------- | ---------- |
| 2009  | Mathieu Edward & Sheryfa Luna | Groupe Duo francophone de l'année | Nomination |